# رون أندرسون (ملحن)
رون أندرسون (بالإنجليزية: Ron Anderson)‏ هو ملحن وعازف قيثارة أمريكي، ولد في 1959.

## وصلات خارجية
- رون أندرسون على موقع ميوزك برينز (الإنجليزية)
- رون أندرسون على موقع أول ميوزيك (الإنجليزية)
- رون أندرسون على موقع ديسكوغز (الإنجليزية)